# Martin Ingvarsson

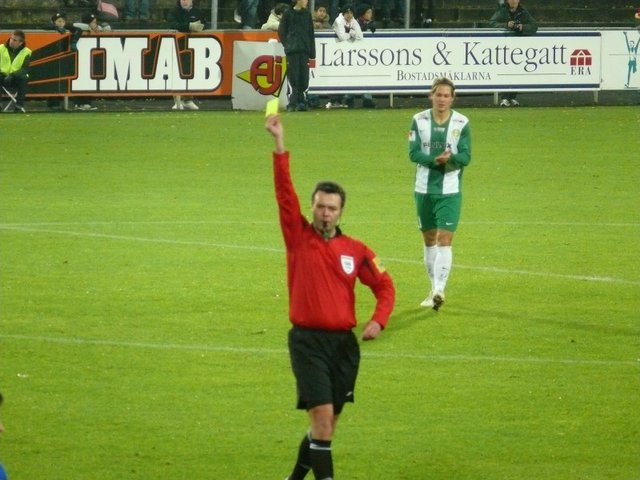
Ingvarsson in Aktion im Oktober 2010

Martin Ingvarsson (* 9. Dezember 1965 in Hässleholm) ist ein ehemaliger schwedischer Fußballschiedsrichter.

## Werdegang
Ingvarsson debütierte 1984 auf Verbandsebene als Schiedsrichter. 1992 rückte er zum Zweitliga-Schiedsrichter auf. Im selben Jahr leitete er seine ersten internationalen Spiele und kam zudem als Schiedsrichter-Assistent zum Einsatz. Vor der Erstliga-Spielzeit 1993 rückte er in den Kreis der Allsvenskan-Schiedsrichter auf.
1997 stieg Ingvarsson zum FIFA-Schiedsrichter auf. In den folgenden Jahren leitete er neben Ligapartien Länderspiele sowie Spiele der UEFA Champions League, im UEFA-Pokal und dem Nachfolgewettbewerb Europa League. Im September 2008 stellte er einen neuen Rekord auf, als er beim Aufeinandertreffen von Kalmar FF und IF Elfsborg sein 263. Allsvenkan-Spiel leitete und damit Leif Sundell als bisherigen Rekordhalter ablöste. Sein letztes Spiel in der Allsvenskan leitete er im Oktober 2011, nach 339 Erstligaspielen beendete er anschließend seine Schiedsrichterlaufbahn. Anschließend war er beim schonischen Regionalverband angestellt und zuständig für Fragen zum Schiedsrichterwesen.
Bei der Einführung von zwei zusätzlichen Schiedsrichtern im Herbst 2009 durch die UEFA in der Europa League war Ingvarsson der erste Schiedsrichter, der mit den zusätzlichen Assistenten Daniel Stålhammar und Michael Lerjéus ein Spiel des Wettbewerbs mit einem sechsköpfigen Gespann leitete.